# Linas Kleiza
Linas Kleiza (nacido el 3 de enero de 1985 en Kaunas, URSS) es un exbaloncestista lituano que disputó 7 temporadas en la NBA y otras 3 en clubes de Europa. Con de 2,03 metros de altura, jugaba de ala-pívot.

## Carrera

### Universidad
Llegó a los Estados Unidos en el 2002 para jugar una temporada en el baloncesto de instituto en el Montrose Christian High School en Rockville, Maryland.
Luego jugó dos años con los Tigers de la Universidad de Misuri (2003–2005).

### Profesional
Kleiza fue escogido N.º 27 del Draft de la NBA de 2005 por los Portland Trail Blazers, siendo inmediatamente transferido a los Nuggets.
El 10 de julio de 2009 se oficializa su marcha al Olympiacos B.C., con un sueldo de 12,2 millones de dólares por 2 temporadas. 
El 7 de julio de 2010, Kleiza regresa a la NBA al fichar por Toronto Raptors por cuatro años y 20 millones de dólares.
Tras 3 temporadas en Toronto, el 16 de julio de 2013, los Raptors cortan a Kleiza. El 26 de julio, firma por dos temporadas con el Fenerbahçe turco.
Después de una temporada en Turquía, el 1 de julio de 2014, llegan a un acuerdo de rescisión, y el 21 de julio se marcha a Italia a firmar con el Olimpia Milano.
Tras su paso por Milán, se retiró de la práctica profesional del baloncesto por un período de tiempo ilimitado debido a problemas de rodilla, pero no anunció su retirada del deporte.

### Selección nacional
[actualizar]

## Estadísticas de su carrera en la NBA

### Temporada regular
| Año     | Equipo  | PJ  | PT | MPP  | %TC  | %3P  | %TL  | RPP | APP | ROB | TPP | PPP  |
| ------- | ------- | --- | -- | ---- | ---- | ---- | ---- | --- | --- | --- | --- | ---- |
| 2005–06 | Denver  | 61  | 2  | 8.5  | .445 | .154 | .704 | 1.9 | .2  | .2  | .2  | 3.5  |
| 2006–07 | Denver  | 79  | 14 | 18.8 | .422 | .376 | .852 | 3.4 | .6  | .3  | .2  | 7.6  |
| 2007–08 | Denver  | 79  | 13 | 23.9 | .472 | .339 | .770 | 4.2 | 1.2 | .6  | .2  | 11.1 |
| 2008–09 | Denver  | 82  | 7  | 22.2 | .447 | .326 | .725 | 4.0 | .8  | .4  | .2  | 9.9  |
| 2010–11 | Toronto | 39  | 23 | 26.5 | .438 | .298 | .631 | 4.5 | 1.0 | .5  | .2  | 11.2 |
| 2011–12 | Toronto | 49  | 3  | 21.6 | .402 | .346 | .810 | 4.1 | .9  | .5  | .1  | 9.7  |
| 2012-13 | Toronto | 20  | 3  | 18.8 | .333 | .303 | .842 | 2.6 | .8  | .2  | .1  | 7.4  |
| Total   | Total   | 409 | 65 | 20.0 | .435 | .335 | .763 | 3.6 | .8  | .4  | .2  | 8.7  |

### Playoffs
| Año   | Equipo | PJ | PT | MPP  | %TC  | %3P  | %TL  | RPP | APP | ROB | TPP | PPP  |
| ----- | ------ | -- | -- | ---- | ---- | ---- | ---- | --- | --- | --- | --- | ---- |
| 2006  | Denver | 3  | 0  | 4.7  | .375 | .000 | .000 | 1.3 | .7  | .0  | .0  | 2.0  |
| 2007  | Denver | 5  | 0  | 13.2 | .231 | .167 | .500 | 1.6 | .4  | .0  | .0  | 1.6  |
| 2008  | Denver | 4  | 3  | 30.5 | .537 | .214 | .692 | 6.5 | .8  | .2  | .0  | 14.0 |
| 2009  | Denver | 14 | 0  | 15.0 | .470 | .425 | .750 | 3.2 | .5  | .4  | .1  | 6.9  |
| Total | Total  | 26 | 3  | 15.8 | .461 | .344 | .718 | 3.2 | .5  | .2  | .0  | 6.4  |